# Jessica Turnbull
Pour les articles homonymes, voir Turnbull.
Jessica Turnbull, aussi connue sous le nom de Jessica van der Walt, née le 23 juin 1995 à Wauchope, est une joueuse de squash représentant l'Australie. Elle atteint le 56e rang mondial en janvier 2024, son meilleur classement. Elle est championne d'Australie en 2022, 2023 et 2024.

## Biographie
Elle intègre le top 100 en début d'année 1993. Elle représente l'Australie aux Jeux mondiaux de 2017, s'inclinant au premier tour face à Lisa Aitken.

## Palmarès

### Titres
- Championnats d'Australie : 3 titres (2022[2], 2023[3], 2024[4])

### Finales
- Open d'Australie : 2020